# Comelico Superiore
Comelico Superiore é uma comuna italiana da região do Vêneto, província de Belluno, com cerca de 2.448 habitantes. Estende-se por uma área de 96 km², tendo uma densidade populacional de 26 hab/km². Faz fronteira com Auronzo di Cadore, Danta di Cadore, San Nicolò di Comelico, Sesto (BZ).

## Demografia
| Variação demográfica do município entre 1861 e 2011                               |
|                                                                                   |
| Fonte: Istituto Nazionale di Statistica (ISTAT) - Elaboração gráfica da Wikipedia |